# Коробята (Московская область)
Коробя́та — деревня в муниципальном округе Егорьевск Московской области России.

## География
Деревня Коробята расположена в северо-восточной части муниципального округа Егорьевск, примерно в 12 километрах к северо-востоку от города Егорьевск. В окрестностях деревни находится исток реки Поля и реки Цна (Голтино болото в 1 километре на запад от деревни). Высота над уровнем моря 145 метров.

## Название
В письменных источниках деревня упоминается как Сонинская, Дятлово тож (1554 год), Сонинская-Дятлово (1561 год), Сонинская, Коробята тож (1763 год), Коробята (Сонинская) (середина XIX века). Впоследствии закрепилось название Коробята.
Название Дятлово самое древнее, В.И.Смирнов увязывает его с божеством племени Мещера. Сонинская, возможно, связано с некалендарным личным именем Соня. Название Коробята, возможно, по рязанскому помещику Коробьину хотя данных о том, что какой-либо помещик когда-либо владел этой деревней нет..

## История
Деревня известна по выписке из Коломенской писцовой книги 1554 года. Согласно ей, она входила в число чёрных деревень Высоцкой волости, и в ней было четыре двора. По переписи 1561 года в ней стало уже 8 дворов. По писцовым книгам 1577-1578 годов в деревне Сонинской 4 крестьянских двора и 1 двор пустой. Согласно переписи 1627 года Сонинская числится пустошью.
В середине XVII века деревня возродилась, в ней числилось 2 крестьянских и 3 Бобыльских двора, в которых проживало 23 человека. По переписи 1705 года в ней записано 12 дворов и 34 жителя. В 1763 году деревня названа просто Сонинской, в ней 51 душа мужского пола. По пятой ревизии 1795 года в деревне числилось 64 мужчины и 63 женщины. По последней, десятой ревизии 1858 года в деревне было 58 мужчин и 165 женщин.
Всё это время жители деревни деревни относились к разряду черносошных, впоследствии государственных крестьян. С 1797 года деревня была в составе Высоцкой экономической волости.
После 1861 года деревня вошла в состав Поминовской волости Егорьевского уезда. Приход находился в селе Ново-Егорьевском (оно же Власовское).
В 1885 году, согласно обследованию Рязанского статистического комитета, в деревне было 60 домохозяйств, 66 изб, 372 человек. Кроме земледелия в деревне был развит промысел: 78 мужчин из 102 делал бёрда, 43 женщины мотали бумагу, имелась спичечная фабрика и другое «спичечное заведение», была «мучная лавка».
В 1920-е годы в Коробятах была построена школа 1-й ступени, впоследствии она стала неполной средней школой, а ныне закрыта за отсутствием учеников.
В 1926 году деревня входила в Коробятский сельсовет Поминовской волости Егорьевского уезда.
В начале 1930-х годов (после лета 1931) в деревне образован колхоз «Вперёд к социализму», который затем объединился с другими и был назван колхозом имени Ленина.
До 1994 года Коробята входили в состав Саввинского сельсовета Егорьевского района, а в 1994—2006 годы — Саввинского сельского округа.
Входит в состав сельского поселения Саввинское.

## Демография
В 1885 году в деревне проживало 372 человека (177 мужчин, 195 женщин), в 1905 году — 449 человек (223 мужчины, 226 женщин), в 1926 году — 325 человек (146 мужчин, 179 женщин). По переписи 2002 года — 17 человек (6 мужчин, 11 женщин). Население — 24 чел. (2010).
| 1859 | 1868 | 1885 | 1905 | 1926 | 2002 | 2006 |
| ---- | ---- | ---- | ---- | ---- | ---- | ---- |
| 323  | ↗339 | ↗372 | ↗449 | ↘325 | ↘17  | ↗18  |
| 2010 |      |      |      |      |      |      |
| ↗24  |      |      |      |      |      |      |